# Alheimer-Kaserne
Koordinaten: 50° 58′ 40,8″ N, 9° 44′ 42″ O
Die Alheimer-Kaserne war eine von 1961 bis 2005 vom Heer der Bundeswehr genutzte Kaserne in bzw. etwas südöstlich der Stadt Rotenburg an der Fulda, an der Kreisstraße K 60 (Dickenrücker Straße). Von 1962 bis 1991 war hier ebenfalls die Luftwaffe mit der 18. Kompanie des Fernmelderegiments 32 untergebracht sowie von 2006 bis 2014 das teilstreitkräfteübergreifende Führungsunterstützungsbataillon 286. Nach der zivilen Konversion der Flächen wurden dort von 2015 bis 2020 eine Erstaufnahmeeinrichtung des Landes Hessen für Flüchtlinge und danach eine Ausbildungsstätte der Bundespolizei eingerichtet.

## Geschichte

### Militärische Nutzung
Der Bau der Anlage erfolgte in den Jahren 1958–1961 auf einem mit dem angrenzenden Standortübungsplatz im Stadtwald etwa 300 ha großen Areal am Silberberg, etwas außerhalb der Stadt; Richtfest war am 4. November 1960. Die Kaserne wurde am 23. Januar 1962 mit dem offiziellen Einzug und einer Truppenparade des im April 1959 auf dem Truppenübungsplatz Daaden (Lager Stegskopf) im Westerwald aufgestellten und am 2. Juni 1959 nach Schwarzenborn verlegten Panzergrenadierbataillons 51 ihrer Bestimmung übergeben. Dem Bataillon disziplinarisch unterstellt war die Ausbildungskompanie 13/2 der 2. Panzergrenadierdivision. Am 14. April 1962 bezog auch die neu aufgestellte 18. Kompanie des Fernmelderegiments 32 der Luftwaffe als Luftraumbeobachtungs-Kompanie die Kaserne; ihr Auftrag war die Überwachung des bodennahen Luftraums über Osthessen.
Ihren Namen erhielt die Kaserne erst vier Jahre später, am 11. September 1966: er bezieht sich auf die Kriegergedenkstätte auf dem nahen Berg Alheimer, wo mehrere Gedenksteine für die zahlreichen im Ersten und Zweiten Weltkrieg gefallenen Soldaten und zivilen Opfer aus den Dörfern des Altkreises Rotenburg erinnern.
Als die Panzergrenadierbrigade 5 „Kurhessen“ 1976 eine der Testbrigaden zum Test einer neuen Heeresstruktur 3 und dazu stark umgegliedert wurde, bezog auch das neu gebildete Jägerbataillon 56 die Kaserne, es wurde jedoch bereits mit dem Ende dieses Testversuch Ende September 1980 wieder aufgelöst. Bei der gleichzeitig erfolgten erneuten Umgliederung der Brigade erhielt das bisherige PzGrenBtl 51 im Oktober die neue Nummer 52; aus kleinen Resten des alten PzGrenBtl 51 wurde ein nicht-aktiver Kader-Verband gebildet.
Im November 1989 wurden insgesamt 394 Übersiedler aus der DDR in der Alheimer-Kaserne untergebracht.
1997 begann die Sanierung der inzwischen überholungsbedürftigen Kaserne. Dennoch kündigte 2001 der damalige Bundesverteidigungsminister Rudolf Scharping an, die Alheimer-Kaserne im Zuge der Bundeswehrreform zu schließen. Nach massiven Protesten wurde dieses Vorhaben vorerst aufgegeben.
Das PzGrenBtl 52 blieb bis zu seiner Auflösung Ende März 2006 in der Alheimer-Kaserne stationiert, war allerdings ab 2004 nur noch eine reine Ausbildungseinheit. Ab Juli 2006 befand sich dann das neu aufgestellte Führungsunterstützungsbataillon (FüUstgBtl) 286 in Rotenburg. Hinzu kamen die 4. und 6. Kompanie, eine Ausbildungskompanie, des Feldjägerbataillons 251, die zuvor in Schwalmstadt stationiert waren, sowie eine Sanitätsstaffel. Das FüUstgBtl 286 gehörte dem Führungsunterstützungsregiment 28 in Mechernich an und war Teil der Streitkräftebasis (SKB) der Bundeswehr. Angehörige des Bataillons waren in den Folgejahren regelmäßig im Auslandseinsatz, vor allem in Afghanistan und im Kosovo.
Am 26. Oktober 2011 wurde bekannt gegeben, dass nach langer Diskussion und einer Sanierung im mittleren zweistelligen Millionenbereich der Bundeswehrstandort Rotenburg aufgelöst werde. Jeden Monat wurden mehr Soldaten des Führungsunterstützungsbataillons zu anderen Einheiten versetzt. Der Standort Rotenburg wurde am 16. September 2014 offiziell aufgelöst; die letzten Soldaten der 6. Feldjägerkompanie verließen die Kaserne im Februar 2016.

### Spätere Nutzung
Ab September 2015 mietete das Land Hessen die einstige Kaserne mietzinsfrei von der Bundesanstalt für Immobilienaufgaben und richtete sie als Außenstelle der Erstaufnahmeeinrichtung für Flüchtlinge ein, wo zeitweise bis zu 900 Flüchtlinge untergebracht wurden.
Im Januar 2020 wurde bekanntgegeben, dass die ehemalige Bundeswehr-Kaserne „temporäre Bildungsstätte der Bundespolizei“ als neue Außenstelle des Aus- und Fortbildungszentrums Eschwege werden wird. Nach Schlüsselübergabe des Landes Hessen an den Bund und etwa 8-monatiger Herrichtung des Areals begannen dann dort am 1. September 2021 rund 450 Polizeimeisteranwärterinnen und -anwärter der Bundespolizei ihre Ausbildung für den mittleren Polizeivollzugsdienst. Bis zu 300 weitere Beschäftigte der Bundespolizei werden den Lehr-, Ausbildungs- und Verwaltungsbetrieb sicherstellen.